# Georg Anton Dätzel
Georg Anton Dätzel (* 5. Februar 1752 in Furth i. Wald; † 3. Februar oder 5. Februar 1847 in Regensburg) war ein deutscher katholischer Priester, Jesuit, Forstwissenschaftler und Mathematiker.

## Leben
Der Sohn eines Stadtrichters schloss 1768 das Jesuitengymnasium München (heute: Wilhelmsgymnasium München) ab und erfuhr im Lauf eines ab 1770 bei den Jesuiten begonnenen Noviziates eine umfassende Ausbildung. Nach Lehrtätigkeit als Gymnasiallehrer von 1775 bis 1778 im Wallis erhielt er 1786 einen Ruf als Professor der Philosophie und Mathematik an die kurfürstliche Pagerie in München. 1790 wurde er Professor der Mathematik und Forstwissenschaft an der dortigen Forstschule. Nach 1795 erfolgter Priesterweihe wurde er 1803 Direktor der Forstschule in Weihenstephan mit einem Lehrauftrag für Forst- und Naturwissenschaften sowie Mathematik. 1807 folgte er einem Ruf als Professor der Fachs Forstwissenschaft an die damalige Universität Landshut, später nach München, wo er Geistlicher Rat sowie Mitglied der Bayerischen Akademie der Wissenschaften wurde. Dätzel gilt als Begründer der modernen Forstwissenschaft in Bayern. Er führte in der Landvermessung die polygonometrische Methode des Sankt Petersburger Mathematikers Anders Johan Lexell in Deutschland ein.

## Werke
- Tafeln für Forstmänner, zur Bestimmung des Inhaltes der Walzen und Kreisflächen und des Geldwerthes nach dem Kreuzerkurse: ferner zur Reduktion beschlagener Baumstämme auf runde, und fremder Maaße und Gewichte auf das bayerische und umgekehrt, dann zur Waldwerthsberechnung, nebst andern nützlichen Erfahrungssätzen und Formeln. Lindauer Verlag, München 1840.
- Die Vergegenwärtigung Gottes. In: Blüthen und Blumen heiliger Andacht und Frömmigkeit zur eigenen und des Volkes Erbauung. Band 5/6. Manz Verlag, Regensburg.[5]
- Von der wahren und echten Frömmigkeit und von dem Gebethe, zwei geistliche Betrachtungen. In: François de Salignac de La Mothe, Simon Buchfelner (Hrsg.) Blüthen und Blumen heiliger Andacht und Frömmigkeit für katholische Geistliche und Volkes Erbauung. Band 1. Krüll Verlag, Landshut 1832.
- Ueber Anwendung der Hypotheken- und definitiven Steuer-Kataster-Auszüge bei Darlehnung auf Bauerngüter. Landshut 1829.
- Anleitung zur Taxirung der Gewerbe, Müller, Mehlber, Bäcker, Brauer und Metzger, mit einem Vorwort über geregeltes Zunftwesen und unbedingte Gewerbefreiheit. Thomann Verlag, Landshut 1824.
- Was ist die Ursache von der außerordentlichen Wohlfeilheit des Getreides und wie ist derselben abzuhelfen? Eine Frage zu seiner Zeit. Thomann Verlag, 1824.
- Anleitung zur Berechnung des Reinertrags einzelner Grundstücke und ganzer Güter mit Anwendung auf das praktische Leben, nach Thaer'schen Ansichten mit besonderer Beziehung auf Baiern bearbeitet. Pustet Verlag, Passau 1823.
- Beweis, dass die in acht Procenten des Rohertrages, ausgesprochene Grundsteuer gerecht und national-ökonomisch sey, und, dass der Rohertrag der Grundstücke zur Grundlage ihrer Werthes-Schätzung angenommen werden könne. J. Lindauer Verlag, München 1815.
- Anleitung zur Forstwissenschaft,  zum Gebrauche seiner Vorlesungen. Band 2. Lindauer Verlag, München 1803.
- Anleitung zur Forstwissenschaft,  zum Gebrauche seiner Vorlesungen. Band 1. Lindauer Verlag, München 1802.
- Anfangsgründe der Goniometrie, oder analytischen Trigonometrie und Polygonometrie, mit Anwendungen auf die Land- und Feldmeßkunst. Lindauer Verlag, München 1800.
- Über die zweckmäßigste und zuverläßigste Methode grosse Waldungen zu messen, zu zeichnen und zu berechnen. Lindauer Verlag, München 1799.
- Ueber Forsttaxirung und Ausmittelung des jährlichen nachhaltigen Ertrages, zum Gebrauche oberdeutscher Taxatoren, Geometer und Förster. J. Lindauer Verlag, München 1793.
- Lehrbegriff der gesammten neuesten Naturlehre. 1. Band. Lindauer Verlag, München 1790.
- Georg Grünberger, Georg Anton Däzel: Lehrbuch für die pfalzbaierischen Förster. 3. Theil: Die Holzzucht, Forstpflege, und Forstnützung. Strobl Verlag, München 1790.
- Georg Grünberger, Georg Anton Däzel: Lehrbuch für die pfalzbaierischen Förster. 2. Theil: Die Physiologie der Holzpflanzen und die Forstbotanik. Strobl Verlag, München 1788.
- Georg Grünberger, Georg Anton Däzel: Lehrbuch für die pfalzbaierischen Förster. 1.Theil, welcher die Anfangsgründe der Rechenkunst und Meßkunst enthält. Strobl Verlag, München 1788.
- Praktische Anleitung zu Taxirung der Wälder, Bäume, des Brenn-Bau- und Nutzholzes; ein Handbuch für Förster. Joseph Lentner Verlag, München 1786.
- Erläuterung der lambertischen Methode, Sonnenfinsternisse zu verzeichnen. In: Bayerische Akademie der Wissenschaften: Neue philosophische Abhandlungen, Band IV. S. 70–95, München 1783.
- Theorie der Wasserschraube, ein Versuch. München 1775.
- Erläuterung der lambertischen Methode, Sonnenfinsternisse zu verzeichnen. 1783.
- Anfangsgründe der Goniometrie. 1800.
- Anleitung zur Berechnung des Reinertrages einzelner Grundstücke und ganz*. 1823.
- Anleitung zur Forstwirthschaft. 1788.
- Anleitung zur Taxirung der Wälder. 1786.
- Freymüthige Gedanken über die Witterungslehre des Hrn. Hell. 1786.
- Grundlehren der allgemeinen chemischen und physikalischen Eigenschaften *. 1793.
- Über Forsttaxierung und Ausmittelung des jährlichen nachhaltigen Ertrages. 1793.
- Georg A. Däzel: Anfangsgründe der Goniometrie. 1800.